# Mecynargus brocchus
Mecynargus brocchus är en spindelart som först beskrevs av Ludwig Carl Christian Koch 1872.  Mecynargus brocchus ingår i släktet Mecynargus och familjen täckvävarspindlar. Inga underarter finns listade i Catalogue of Life.